# Cryptonychus Cryptonychusschoutedeni
Cryptonychus Cryptonychusschoutedeni là một loài bọ cánh cứng trong họ Chrysomelidae. Loài này được Uhmann miêu tả khoa học năm 1937.